# Harald Kraft
Harald Filip Kraft, född 20 februari 1915 i Stockholm, död 8 november 1991, var en svensk  marinmålare, porträttmålare, karikatyrtecknare och kapten vid Sjökrigsskolan i Karlskrona. 
Han var son till en kommendörkapten David Albert Kraft och Laura Elsa Kähler och från 1944 gift med Kerstin Maria Blomberg. Han började som 16-åring i svenska flottan ombord på övningsbriggen Falken och blev sjökadett 1935. Han gjorde sjöexpeditioner med flygplanskryssaren Gotland samt pansarskeppen Oscar II och Drottning Victoria samt på torpedkryssarna Jacob Bagge och Örnen. Efter avlagd fänriksexamen 1938 tjänstgjorde han på olika minsvepare fram till 1943. Efter Sjökrigshögskolan blev det tjänstgöring vid Kungliga Sjökrigsskolan fram till 1950 omväxlande med sjötjänst som fartygschef på skonerten Gladan och som sekond på minfartyget Älvsnabben. Han fick tjänstledighet längre perioder för konststudier vid flera tillfällen då han bland annat studerade vid Edward Berggrens målarskola 1949-1950 och marinmålning för Gustave Allaux vid Musée de la Marine i Paris där han målade kopior av stora utländska verk. Separat ställde han bland annat ut i Sigtuna och Karlskrona. Hans konst består av porträtt, kyrkliga motiv, karikatyrteckningar, marin och gatumotiv. Vid sidan av sitt eget skapande arbetade han även som illustratör av barnböcker och efter pensionen 1965 var han lärare vid en del konstkurser i Förslöv Skåne. Kraft är representerad vid Statens sjöhistoriska museum Sjöstridsskolan i Karlskrona, Sjöofficersmässen i Karlskrona och Marinmuseet i Karlskrona.